# Kathy McMillan
Kathy McMillan (Kathy Laverne McMillan; * 7. November 1957 in Raeford, North Carolina) ist eine ehemalige US-amerikanische Weitspringerin.
1975 holte sie bei den Panamerikanischen Spielen in Mexiko-Stadt die Bronzemedaille.
Mit dem US-Rekord von 6,78 m qualifizierte sie sich 1976 für die Olympischen Spiele in Montreal, bei denen sie mit 6,66 m die Silbermedaille hinter Angela Voigt aus der DDR (6,72 m) und vor Lidija Alfejewa aus der Sowjetunion (6,60 m) gewann. 
1979 siegte sie bei den Panamerikanischen Spielen in San Juan. Im Jahr darauf verhinderte der US-Olympiaboykott eine Teilnahme an den Olympischen Spielen in Moskau; stattdessen siegte sie beim ersatzweise abgehaltenen Liberty Bell Classic.
1983 gelang ihr die Titelverteidigung bei den Panamerikanischen Spielen in Caracas.
1976 und 1979 wurde sie US-Meisterin im Freien, 1977 und 1979 in der Halle.